# Bonavista (gemeente)
Bonavista is een gemeente (town) in de Canadese provincie Newfoundland en Labrador. De gemeente ligt op het schiereiland Bonavista in het oosten van het eiland Newfoundland. Bonavista ligt aan de oevers van Bonavista Bay en is een belangrijke vissershaven.

## Geschiedenis
Reeds in de 17e eeuw was Bonavista een van de belangrijke vissershavens aan de zogenaamde Engelse kust van Newfoundland. De haven huisvest nog steeds veel historische gebouwen gelinkt aan de visserij, voornamelijk stammend uit de 19e eeuw.

## Geografie
Bonavista is de hoofdplaats van het gelijknamige schiereiland. Ten noorden van het dorpscentrum ligt Cape Bonavista. De plaats is bereikbaar via drie provinciale routes, namelijk Route 230, Route 235 en Route 238. 

## Demografie
Demografisch gezien is Bonavista, net zoals de meeste relatief afgelegen dorpen op Newfoundland, aan het krimpen. Tussen 1991 en 2021 daalde de bevolkingsomvang van 4.597 naar 3.190. Dat komt neer op een daling van 1.407 inwoners (-30,6%) in dertig jaar tijd.
| Demografische ontwikkeling van Bonavista tussen 1951 en 2021               |
| -------------------------------------------------------------------------- |
|                                                                            |
| Bron: Statistics Canada (1951–1986, 1991–1996, 2001–2006, 2011–2016, 2021) |

### Taal
In 2016 hadden 99,6% van de inwoners van Bonavista het Engels als moedertaal; alle anderen waren die taal machtig. Hoewel slechts vijf mensen (0,1%) het Frans als moedertaal hadden, waren er 35 mensen die die andere Canadese landstaal konden spreken (1,1%). Geen enkele andere taal had meer dan tien sprekers.

## Bezienswaardigheden
- De 19e-eeuwse Ryan Premises (erkend als National Historic Site of Canada)
- De 19e-eeuwse vuurtoren van Cape Bonavista (erkend als provinciale historische site)
- De gebouwen van de Mockbeggar Plantation, een historische visserijplantage (erkend als provinciale historische site)
- De rotsformatie van The Dungeon Provincial Park (deel van het Discovery Geopark)
- Het strand Long Beach (deel van het Discovery Geopark)

## Galerij

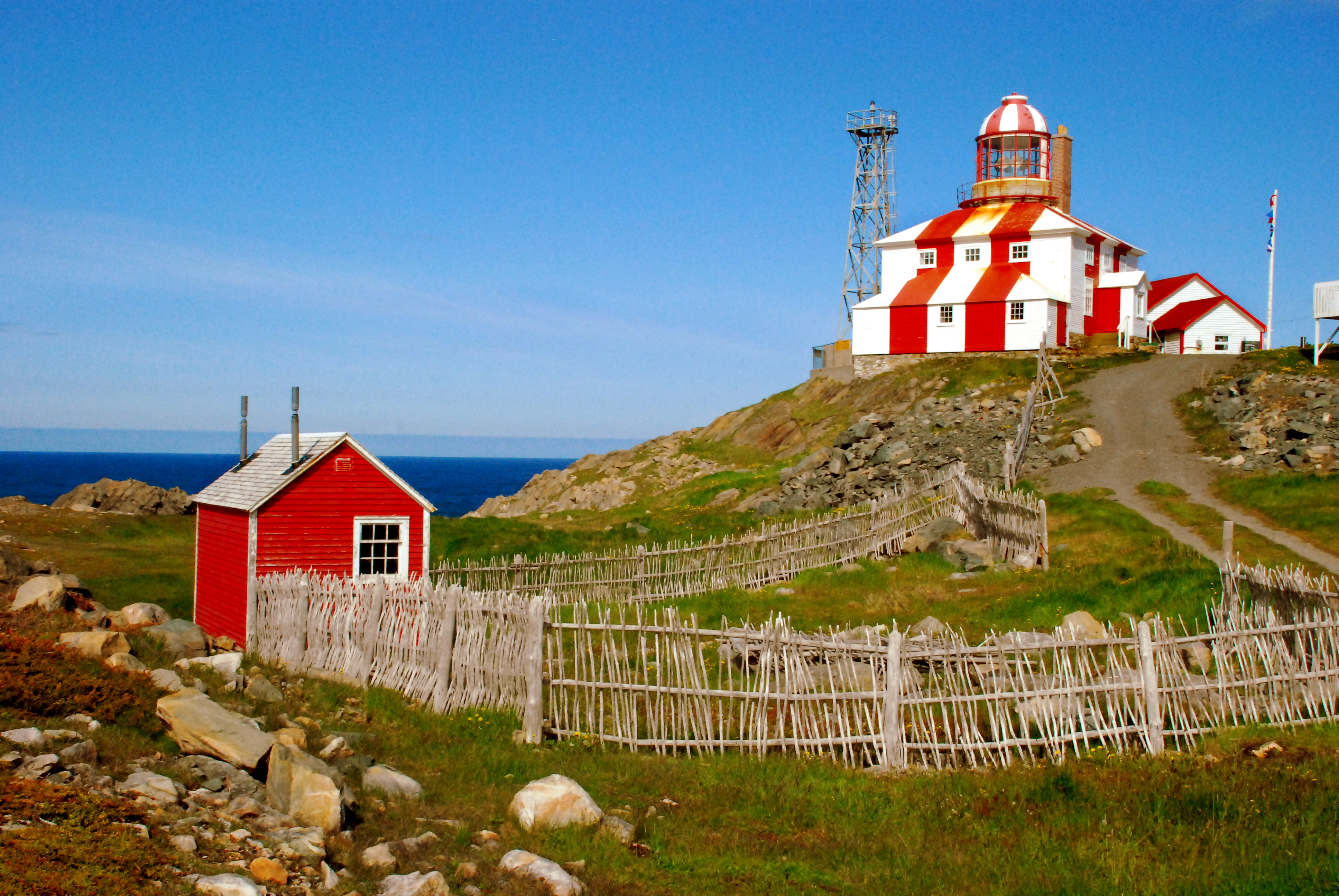
Vuurtoren van Cape Bonavista
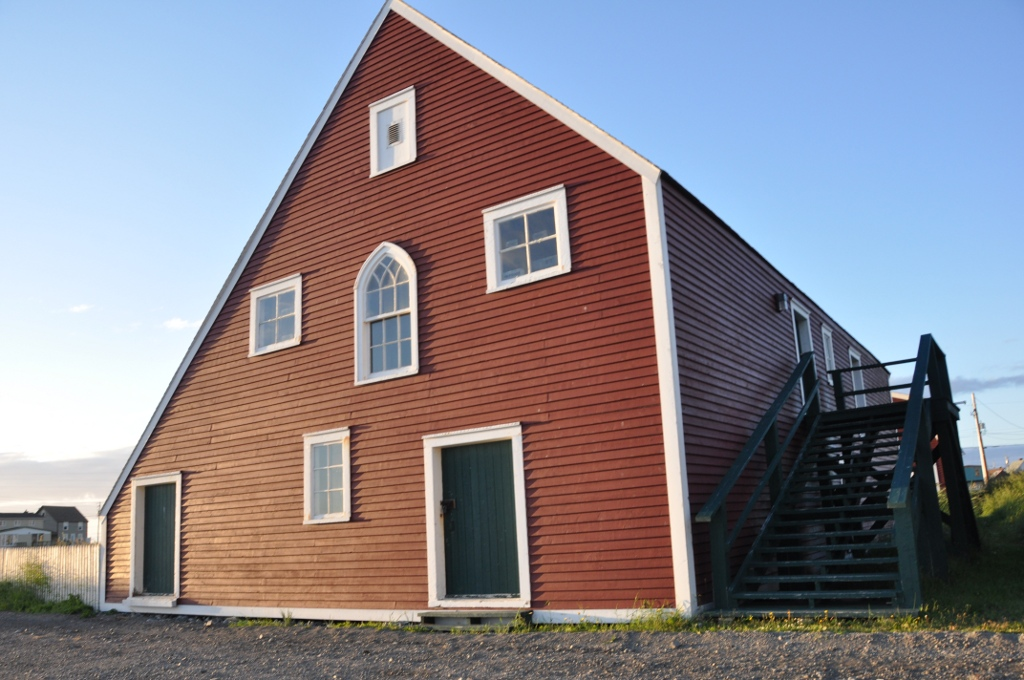
Visopslagplaats van de Mockbeggar Plantation
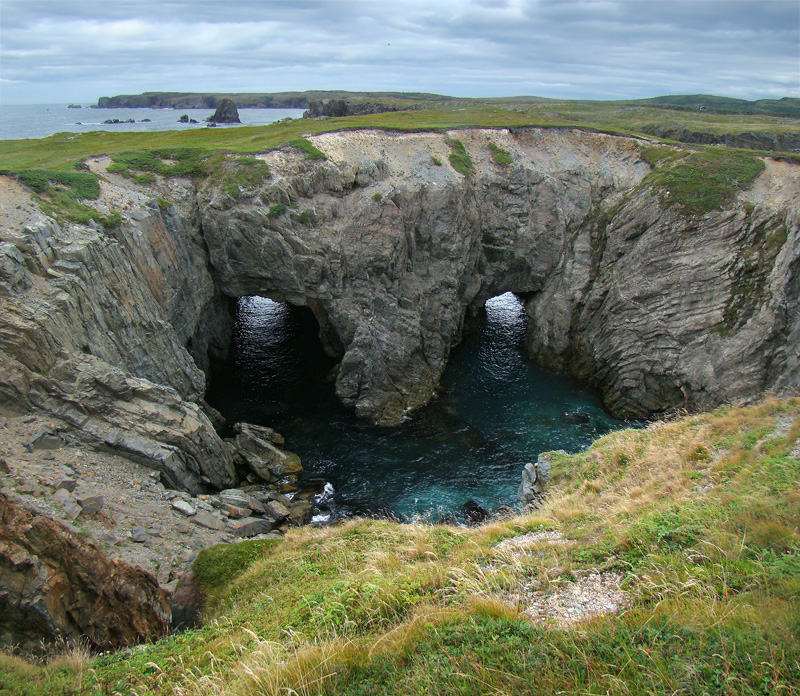
De dubbele natuurlijke brug genaamd The Dungeon ("de kerker")